# Komitat Szepes
Szepes (pol. Spisz, łac. Scepusium, comitatus Scepusiensis, niem. Zips, słow. Špiš) – dawny komitat w północnej części Królestwa Węgier.
Tereny dzisiejszego Spisza Węgrzy trwale opanowali w II połowie XI wieku, jednak do 1312 północna część Spisza, na północ od doliny Popradu, należała do Polski. Komitat spiski został wyodrębniony w II połowie XII wieku. Siedzibą władz komitatu był najpierw Zamek Spiski (Špišský hrad), a od XVI wieku – Lewocza (Lőcse). Spiszem władały rody Zápolyów (1464–1627), Thurzonów (1531–1636) i Csákych (1638–1848). Od XV wieku komitat dzielił się na trzy processus, od 1798 – na cztery, w XX wieku było ich już osiem, a oprócz tego osiem miast.
W 1412 król węgierski jako zabezpieczenie pożyczki zastawił królowi polskiemu trzynaście miast spiskich oraz zamek w Starej Lubowli (zastaw spiski). Tereny te, sięgające środkowego Spisza, pozostały częścią Królestwa Węgier, jednak władzę królewską, w szczególności uprawnienia podatkowe, wykonywał na tym terenie król polski. Tak więc nie podlegały one władzy żupanów spiskich. Król polski utworzył z nich starostwo spiskie. Siedzibą starostów był zamek lubowelski.
Poza terenem objętym zastawem spiskim na terenie Spisza istniały dwie szczególne jednostki administracyjne cieszące się autonomią: Prowincja X kopijników spiskich i Prowincja XXIV miast spiskich. Ponadto w 1465 król wyjął spod władzy komitatu szereg miast górniczych na południu Spisza, głównie zamieszkanych przez Niemców.
Prowincja X kopijników spiskich leżała na wschód od Popradu. Miała charakter marchii obsadzonej przez mieszkających tam strażników granicznych. Składała się z kilkunastu wsi, nie tworzących zwartego terytorium. Jej wybieralny zarząd był częściowo podporządkowany żupanowi spiskiemu. Istniała od XII wieku do 1802, gdy jej mieszkańcy zadecydowali o przyłączeniu się do właściwego Spisza.
Prowincja XXIV miast spiskich stanowiła wspólnotę miast niemieckich położonych w dolinach Popradu i Hornádu. Powstała pod koniec XIV wieku na gruncie wspólnych przywilejów królewskich, nadających im status zbliżony do wolnego miasta królewskiego, oraz wspólnego prawa miejskiego – tzw. wilkierza spiskiego. Wspólnota była wyjęta spod władzy żupana spiskiego i obierała własnego żupana, odpowiedzialnego przed królem. Po tym, jak w 1412 trzynaście miast tej wspólnoty zostało zastawionych królowi polskiemu, wspólnota się rozpadła. Z pozostałych jedenastu miast powstała Prowincja XI miast spiskich, która jednak nie była w stanie utrzymać swych przywilejów i w 1465 została przez króla wcielona do komitatu spiskiego. Natomiast trzynaście zastawionych miast utrzymało swe przywileje i utworzyło Prowincję XIII miast spiskich, która przetrwała do likwidacji zastawu w 1769. W 1778 przywileje tych miast zostały potwierdzone oraz rozszerzone na trzy kolejne miasta. Powstała w ten sposób Prowincja XVI miast spiskich przetrwała do unifikacji administracji węgierskiej w 1876.
Po rozbiorze Węgier w XVI wieku Szepes znalazł się w części przypadłej Habsburgom. Po traktacie w Trianon przeważająca część komitatu Szepes przypadła Czechosłowacji. Po reformie administracyjnej w 1923 komitat (żupa) Szepes przestał istnieć jako jednostka administracyjna.
Po arbitrażu Rady Ambasadorów w 1920 północno-zachodni skrawek Spisza o powierzchni 195,5 km² przyłączono do Polski (Polski Spisz). Stał się on częścią starostwa spisko-orawskiego, a w 1925 został włączony do powiatu nowotarskiego w ówczesnym województwie krakowskim.
Obecnie nazwa Špiš/Spisz jest używana w Polsce i na Słowacji jako oznaczenie tradycyjnego regionu etnograficznego odpowiadającego terytorialnie dawnemu komitatowi.
| Powiaty (járás)                             | Powiaty (járás) |
| Powiat                                      | Siedziba władz  |
| ------------------------------------------- | --------------- |
| Gölnicbánya                                 | Gölnicbánya     |
| Igló                                        | Igló            |
| Késmárk                                     | Késmárk         |
| Lőcse                                       | Lőcse           |
| Ólubló                                      | Ólubló          |
| Szepesófalu                                 | Szepesófalu     |
| Szepesszombat                               | Szepesszombat   |
| Szepesváralja                               | Szepesváralja   |
| Miasta komitackie (rendezett tanácsú város) |                 |
| Gölnicbánya                                 |                 |
| Igló                                        |                 |
| Késmárk                                     |                 |
| Lőcse                                       |                 |
| Szepesváralja                               |                 |
| Szepesbéla                                  |                 |
| Szepesolaszi                                |                 |
| Poprád                                      |                 |